# Nelson (Band)
Nelson ist eine US-amerikanische Glam-Metal-Band. Gegründet wurde sie von Matthew und Gunnar Nelson, den Zwillingssöhnen von Ricky Nelson. Sie hatten im September 1990 mit (Can’t Live Without Your) Love and Affection einen Nummer-eins-Hit in den USA. Die Band veröffentlichte bis 1995 auf Geffen Records, nach der Trennung verkauften sie ihre Tonträger auf ihrem eigenen Label Stone Canyon Records. Bis jetzt schafften sie es jedoch nicht an ihren Erfolg mit dem Debütalbum anzuknüpfen.

## Geschichte
Da Matthew und Gunnar Nelson in einer musikalischen Familie aufwuchsen, waren sie schon immer mit Musik vertraut. In den frühen 1980er traten sie der Band Strange Agents bei. Später gründeten sie dann ihre eigene Band, mit der sie einen Vertrag bei Geffen Records bekamen. Ihr 1990 erschienenes Debütalbum After the Rain wurde ein Erfolg und die Band ging auf Tour um für das Album zu werben. Die Single (Can’t Live Without Your) Love and Affection wurde ein Nummer-eins-Hit in den USA.
Im Anschluss an die Tour begann die Band mit der Produktion ihres zweiten Albums. Heraus kam ein deutlich härteres Album als das erste, das Konzeptalbum Imaginator. Als das Album Geffen Records präsentiert wurde, hielt das Label es für zu hart und drohte damit, die Band vom Label zu werfen, wenn eine nicht neue Aufnahme aufgenommen würde, die mehr ihrem Geschmack entsprach.
Die Band verbrachte noch ein weiteres Jahr mit den Aufnahmen eines anderen Albums. Dieses Album Because They Can wurde vom Label akzeptiert und 1995 veröffentlicht. Da sich die populäre Musik fünf Jahre nach After the Rain stark verändert hatte, entschloss sich Geffen dazu, das Album nicht zu promoten und entließ Nelson schließlich. Daraufhin gründeten die Nelson-Brüder ihr eigenes Label Stone Canyon Records, auf dem sie Imaginator 1996 veröffentlichten. Mit diesem Label haben sie bis heute noch vier weitere Alben veröffentlicht, auch ein Tributealbum an ihren Vater.
Obwohl sie in den USA keine großen Erfolge mehr haben, verkaufen sich ihre Platten in Japan immer noch gleichbleibend gut.

## Diskografie
- 1990: After the Rain (Geffen)
- 1995: Because They Can (Geffen)
- 1996: Imaginator (Stone Canyon)
- 1997: The Silence Is Broken (Stone Canyon)
- 1998: Brother Harmony (Stone Canyon)
- 1999: Life (Stone Canyon)
- 2000: Like Father, Like Sons (Stone Canyon)
- 2004: 20th Century Masters – The Millennium Collection: The Best of Nelson (Geffen)
- 2010: Lightning Strikes Twice (Frontiers-Stone Canyon)
- 2015: Peace Out (Frontiers-Stone Canyon)

## Sonstiges
- Der Cartoon Nelson: Rock & Roll Detectives wurde nach der Band benannt.
- Die Nelson-Brüder waren schon einmal im Guinness-Buch der Rekorde, da ihre Familie es in drei aufeinanderfolgenden Generationen schaffte, einen Nummer-eins-Hit zu haben (beginnend mit ihren Großeltern Ozzie und Harriet Nelson).